# Наследственные болезни обмена веществ
Насле́дственные наруше́ния обме́на веще́ств включают в себя большую группу наследственных заболеваний, затрагивающих расстройства обмена веществ (метаболизма). Такие нарушения составляют значительную часть группы метаболических расстройств (метаболические заболевания). 
Наследственными называются такие заболевания человека, которые вызваны перестройками и нарушениями в генетическом материале организма — хромосомах и генах. Среди наследственных заболеваний человека одно из самых значительных мест занимают наследственные болезни обмена. В настоящее время[когда?] эта группа включает около 700 различных заболеваний.

## История
Термин «врождённое нарушение обмена веществ» был предложен в начале XX века английским врачом сэром Арчибальдом Эдвардом Гарродом (1857—1936), известным разработанной им классической концепцией метаболического блока как основы патогенеза наследственных нарушений обмена веществ. Научный труд Гаррода «Врождённые нарушения обмена веществ» («Inborn Errors of Metabolism»), написанный по результатам многолетнего изучения природы и наследования алкаптонурии и впервые изданный в 1909 году, лёг в основу дальнейших исследований генетически обусловленных врождённых нарушений обмена веществ.

## Этиология
Развитие большинства наследственных нарушений обмена веществ является следствием дефекта единичных генов, кодирующих индивидуальные ферменты, которые обеспечивают превращение одних веществ (субстраты) в другие (продукты). В большинстве случаев таких расстройств патогенным является накопление веществ, обладающих токсическим действием или нарушающих способность синтеза других жизненно важных соединений. Для наследственных болезней обмена веществ иногда используется синонимичный термин «врождённые ошибки метаболизма» ферментопатии.

## Классификация
Традиционно наследственные болезни обмена веществ разделялись на нарушения углеводного обмена, аминокислот, органических кислот, или лизосомные болезни накопления. Однако в последние десятилетия были открыты сотни новых наследственных нарушений обмена, и эти категории сильно разрослись.
В настоящее время выделяют следующие основные классы наследственных метаболических расстройств (приведены характерные примеры для каждого класса, однако многие другие не попали в эти категории; где возможно, приведён шифр по МКБ-10):
- нарушения углеводного обмена
  - болезни накопления гликогена (E74.0)
- нарушения обмена отдельных аминокислот
  - фенилкетонурия (E70.0), лейциноз (E71.0)
- нарушения обмена органических кислот
  - алкаптонурия (E70.2)
- нарушения окисления жирных кислот и митохондриального обмена
  - дефицит ацил-КоА-дегидрогеназы коротких цепей
- нарушения метаболизма порфиринов
  - острая перемежающаяся порфирия (E80.2)
- нарушения обмена пуринов и пиримидинов
  - синдром Лёша — Нихена (E79.1)
- нарушения стероидного обмена
  - врождённая гиперплазия надпочечников  (E25.0)
- нарушения функций митохондрий
  - синдром Кернса-Сейра (H49.8)
- нарушения функций пероксисом
  - синдром Зельвегера (Q87.8)
- лизосомные болезни накопления
  - болезнь Гоше (75.22).

С развитием метаболомики, а также фармакогенетики, всё большее и большее значение приобретает исследование роли отдельных генов в формировании наследственных нарушений обмена, ферментопатий.